# 月刊道北
『月刊道北』（げっかんどうほく）は北海道宗谷総合振興局管内をエリアに発行していた月刊誌。発行元は北方現代社。日本最北端で発行する雑誌であった。

## 概要
宗谷管内の主に稚内市の政治経済に関する記事が掲載されている。1部300円、1年購読3600円、地方発送5000円（送料含む）。
稚内プレスに勤めていた高津信行により1969年に創刊し、その後信行の弟で北方ジャーナルにも勤めていた高津豊が創刊した「道北春秋」を併合。高津豊は信行の死後に編集発行人を引き継いだ。
2022年8月号には通算600号を発行するも、2023年新年号をもって休刊。発行所の「株式会社北方現代社」は2023年1月31日をもって休業となった。

## 発行
- 発行所 - 株式会社北方現代社 稚内市港3丁目1-10
- 編集発行人 - 高津豊（2023年1月17日没　享年95歳）[3]
- 印刷所 - 株式会社須田製版